# El Nuevo Manantial, Oaxaca
El Nuevo Manantial är en ort i Mexiko.   Den ligger i kommunen Santa Cruz Xoxocotlán och delstaten Oaxaca, i den sydöstra delen av landet, 400 km sydost om huvudstaden Mexico City. El Nuevo Manantial ligger 1 584 meter över havet och antalet invånare är 165.
Terrängen runt El Nuevo Manantial är kuperad norrut, men söderut är den platt. Terrängen runt El Nuevo Manantial sluttar österut. Runt El Nuevo Manantial är det tätbefolkat, med 570 invånare per kvadratkilometer. Närmaste större samhälle är Oaxaca de Juárez, 7,3 km nordost om El Nuevo Manantial. I omgivningarna runt El Nuevo Manantial växer huvudsakligen savannskog.